# Babylon Zoo
 (janvier 2025).
Si vous disposez d'ouvrages ou d'articles de référence ou si vous connaissez des sites web de qualité traitant du thème abordé ici, merci de compléter l'article en donnant les références utiles à sa vérifiabilité et en les liant à la section « Notes et références ».
Babylon Zoo est un groupe de rock britannique, actif dans les années 1990, mené par Jas Mann. Le groupe est surtout connu pour son premier single Spaceman qui s'est vendu à près de 250 000 d’exemplaires en quelques jours en France.
Son leader Jas Mann est un britannique d'origine indienne, seul garçon d'une famille nombreuse originaire du Punjab, tout petit, ses sœurs passent leur temps à le déguiser en fille et à le maquiller. Jas fait ses débuts dans un groupe de rock indé les Sandkings, les chansons sont tellement inclassables que personne ne veut les signer, et Mann quitte le groupe en 1992.
En janvier 1996, après avoir signé un contrat d'enregistrement, Babylon Zoo sort son premier single. Levi's saute sur l'occasion pour utiliser Spaceman pour un spot de publicité. Le succès est immédiat, et le titre se retrouve à la première place dans vingt-trois pays. L'album The Boy with the X-Ray Eyes sort quelques mois plus tard.
Deux ans plus tard, après l'euphorie de la "Babylon Zoomania", et les concerts dans le monde entier, Jas sort son deuxième album King Kong Groover, mais refuse d'en faire la promotion. Les records de Spaceman ne seront jamais égalés.

## Discographie

### Albums
| Titre                       | Sortie       | UK Albums Chart |
| --------------------------- | ------------ | --------------- |
| The Boy with the X-Ray Eyes | Février 1996 | no 6            |
| King Kong Groover           | Février 1999 | –               |
| I Am Om                     | 2020         |                 |

### Singles
| Year | Song                        | UK Singles Chart             | Album                       |
| ---- | --------------------------- | ---------------------------- | --------------------------- |
| 1995 | Spaceman                    | no 1                         | The Boy with the X-Ray Eyes |
| 1996 | Animal Army                 | no 17                        | The Boy with the X-Ray Eyes |
| 1996 | The Boy with the X-Ray Eyes | no 32                        | The Boy with the X-Ray Eyes |
| 1999 | All the Money's Gone        | no 46                        | King Kong Groover           |
| 1999 | Honaloochie Boogie          | CD promotionnel (France)     | King Kong Groover           |
| 2000 | Love Lies Bleeding          | En téléchargement uniquement |                             |